# Lebre-da-eurásia
A Lebre-da-Eurásia, (Lepus timidus), também chamada de lebre-azul, lebre-da-montanha ou lebre-alpina, é um leporídeo comum em toda Eurásia.